# Rijksbeschermd gezicht Deventer
Gezicht Deventer is een van rijkswege beschermd stadsgezicht in Deventer in de Nederlandse provincie Overijssel. De procedure voor aanwijzing werd gestart op 20 maart 1985. Het gebied werd op 10 februari 1988 definitief aangewezen. Het beschermd gezicht beslaat een oppervlakte van 120,5 hectare.
Panden die binnen een beschermd gezicht vallen krijgen niet automatisch de status van beschermd monument. Wel zal de gemeente het bestemmingsplan aanpassen om nieuwe ontwikkelingen in het gebied te reguleren. De gezichtsbescherming richt zich op de stedenbouwkundige en cultuurhistorische waardering van een gebied en wil het toekomstig functioneren daarvan veiligstellen.